# سیارک ۹۱۹
سیارک ۹۱۹ (به انگلیسی: 919 Ilsebill، نامگذاری:1918EQ) نهصد و نوزدهمین سیارک کشف شده‌است که در ۳۰ اکتبر ۱۹۱۸ و در هایدلبرگ کشف شد.
قدر مطلق سیارک برابر ۱۱٫۳۰ است.